# 朗尼史葛爵士樂俱樂部

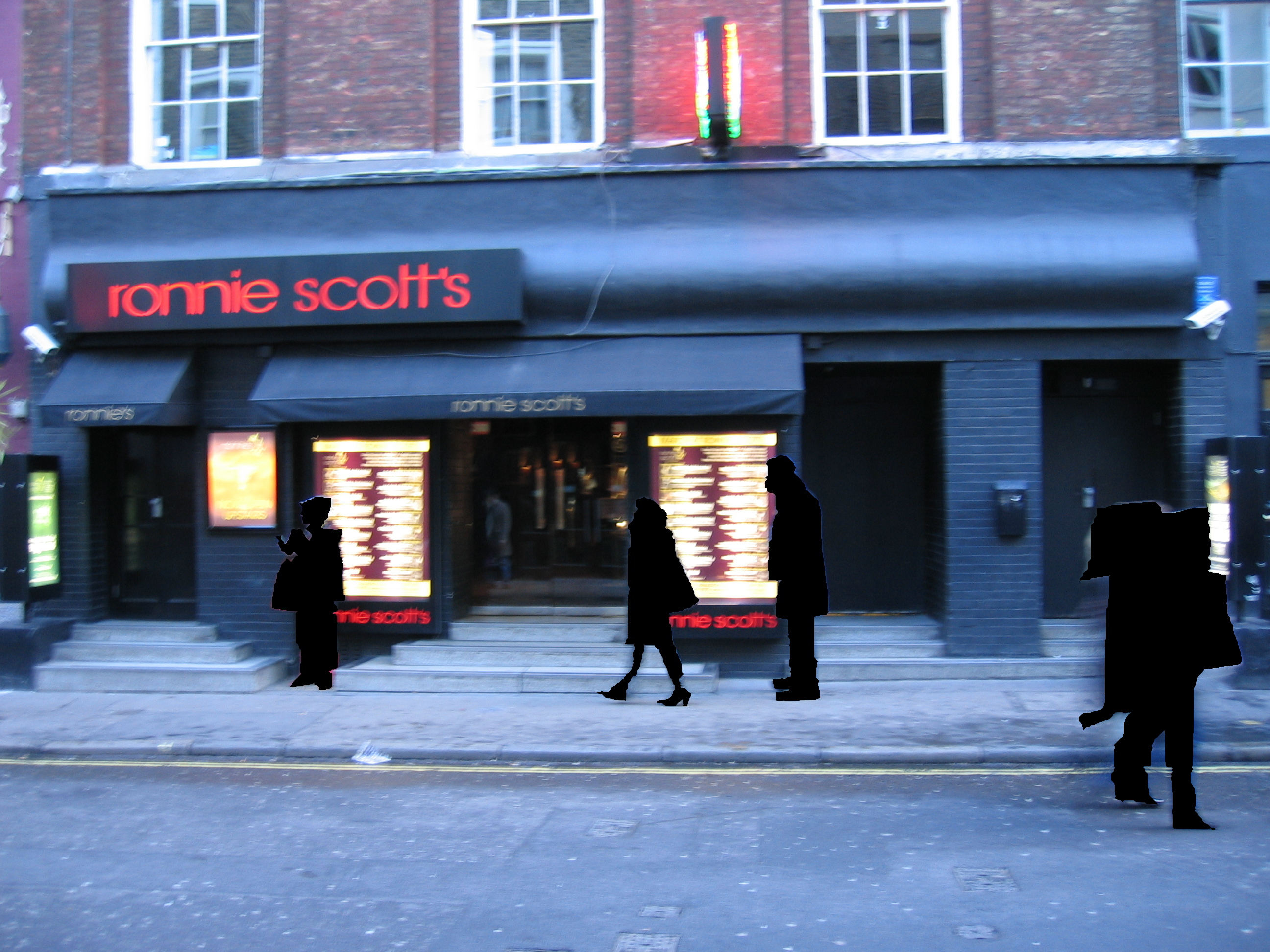
英國倫敦蘇豪區菲利夫街47號 朗尼史葛爵士樂俱樂部

朗尼史葛爵士樂俱樂部 (Ronnie Scott's Jazz Club) 是一間位於倫敦的爵士樂俱樂部。
俱樂部原址位於倫敦蘇豪區爵祿街39號的地庫，於1959年10月30日開幕。俱樂部由色士風手樂手朗尼·史葛和必特·金一手創立和管理，並以前者命名。1965年，俱樂部遷往面積較大的菲利夫街47號位置，並與原址同步運作。由那時起，至原址租約於1967年屆滿前，爵祿街39號成為英國本地新進樂手的演出地點。
俱樂部經常吸引世界著名的爵士樂樂手到來演出。1962年，來自大西洋對岸、著名殿堂級色士風手蘇特·森斯成為第一位在俱樂部演出的北美洲樂手。隨後得到兩位創辦人青睞，被邀請在俱樂部演出的著名樂手包括辛尼·盧倫氏、尊尼 ·格萊芬、李·高聶兹和辛尼·史迪。英國著名爵士樂手他比·希斯與狄克·摩利時便經常與到訪的樂手即興演奏。1960年代中期，俱樂部的常駐結他手是愛尼斯扎·朗林。1967年前的常駐鋼琴手是史丹利·翠斯。1970年代起的往後三十年內，由佐治·美尼和約翰·慈爾頓組成的英國爵士樂組合《保暖鞋》，均成為俱樂部聖誕節期問的表演者。
喜歡對入席賓客講笑話的俱樂部創辦人朗尼·史葛，亦經常擔任司儀。
俱樂部在史葛去世後，繼續由他商業拍檔必特·金營運了九年時問。2005年6月，必特·金將俱樂部售予劇院經理莎莉·紀連。

## 常駐樂手
由於大部份來訪的爵士樂樂手都以獨奏形式在俱樂部中演出，所以俱樂部亦設有常駐樂手，協助獨奏者伴奏。俱樂部的常駐樂手，通常都是朗尼·史葛領導過的樂隊裡的成員，他們都是英國爵士樂樂壇上當時得令或快要成名的樂手。
- 愛尼斯扎·朗林 - 1964－65年 常駐結他手
- 史丹利·翠斯－1960年3月至1967年，1968年 常駐鋼琴手
- 約翰·古列錢遜 - 1978至1995年 常駐鋼琴手（曾與查特·貝克、 佐治·高文、 占士·穆地，祖·韓德遜和約翰·佳來芬伴奏）
- 菲爾·施文 - 1964至1968年 常駐鼓手
- 東尼·愛士利－1966年至1970年代初 常駐鼓手（曾與祖·韓德遜、 李·高聶兹，查理· 馬利安奴、 史坦·蓋茲、 辛尼·盧倫氏和比爾·艾雲斯伴奏）
- 馬田·杜露 - 1975至1995年 常駐鼓手[1]

## 現場收錄的音樂專輯
- 1963–65：他比·希斯 - 倫敦現場 第一、二輯
- 1964/65：狄克·摩利時 四重奏 - 到達與回來（1997年推出）
- 1965：辛尼·史迪與狄克·摩利時 四重奏 - 辛尼·史迪／朗尼史葛現場
- 1965：韋斯·蒙哥馬利 - 朗尼史葛現場
- 1966：普樂心·狄莉爾 - 朗尼史葛普樂心時間
- 1969：肯尼·克拉克-法蘭斯·保倫大樂隊 - 朗尼史葛現場
- 1971：史坦·蓋茲 - 皇朝（朗尼史葛現場）
- 1977：莎拉·芳 - 朗尼史葛主辦 莎拉·芳現場演唱會
- 1980：比爾·艾雲斯－1980年朗尼史葛完整現場錄音
- 1980：畢地·烈柱 - 畢地·烈柱朗尼史葛現場錄音
- 1980：米克·卡三重奏 特別邀請占姆·馬倫與夏魯·史密夫 - 朗尼史葛現場
- 1980：米爾曹·利夫爾夫 四重奏，特別邀請 艾特·琵琶 - 給漁夫的怨曲
- 1980：米爾曹·利夫爾夫 四重奏，特別邀請 艾特·琵琶 - 真正怨曲
- 1984：妮娜·西蒙 - 朗尼史葛俱樂部現場錄音
- 1986：查特·貝克 - 朗尼史葛俱樂部現場錄音
- 1986：賜高·費利文 - 朗尼史葛俱樂部現場錄音
- 1986：安妮塔·奧地 - 倫敦朗尼史葛俱樂部現場錄音
- 1988：寇蒂斯·美菲爾特 - 朗尼史葛現場
- 1988：瑪利安 ·蒙哥馬利 - 我有權歌唱（朗尼史葛現場）
- 1988：萊伊 ·艾爾斯 - 朗尼史葛現場
- 1990：約翰·鄧禾夫大樂隊 - 朗尼史葛俱樂部現場錄音
- 1995：范·摩利臣，佐治·菲伍與 皮·域·艾利斯 - 發生了多久
- 1998: Shakatak - 朗尼史葛現場
- 2005：梅納 ·費格遜 - MF 法國號 第六輯 - 朗尼史葛現場
- 2006：謝米 ·卡林 - 朗尼史葛現場

## 註腳
1. 1 2 3 4  朗尼·史葛生平 的存檔，存档日期2008-08-21. - 朗尼史葛爵士樂俱樂部, 2008年7月28日 索取 (英文)

## 外部連結
- 朗尼史葛爵士樂俱樂部 （页面存档备份，存于）